# صورة دروشوت
صورة دروشاوت أو نقش دروشاوت (بالإنجليزية: Droeshout portrait)‏ هي صورة لوليام شكسبير نقشها الفنان مارتن دروشاوت كواجهة لصفحة الاولى لمجموعة المطوية الأولى من مسرحيات شكسبير، والتي نُشرت عام 1623. والآخر هو التمثال الذي أقيم كنصب تذكاري لجنازته في مدينة ستراتفورد أبون آفون، مسقط رأس شكسبير. كلاهما بعد وفاته.
في حين أن دورها كواجهة هو أمر نموذجي للمنشورات من تلك الحقبة، إلا أن الظروف الدقيقة المحيطة بعمل النقش غير معروفة. من غير المؤكد أي من اثنين من "مارتن دروشوتس" هو من قام بإنشاء النقش، على الرغم من أن النقش كان له عدد قليل من المدافعين، وادعى مؤيدو مسألة تأليف شكسبير أنهم عثروا على رسائل مشفرة بداخله.
تم توقيع النقش أسفل الصورة الموجودة على اليسار، "Martin Droeshout. sculpsit "مارتن دروشاوت. سكالبسيت.. لندن". كانت عائلته عائلة من الفنانين من هولندا الذين انتقلوا إلى بريطانيا. نظرًا لوجود فردين من العائلة يُدعى مارتن، فقد كان هناك بعض الخلاف حول أي منهما قام بإنشاء النقش. تشير معظم المصادر إلى أن النقاش كان مارتن دروشوت الأصغر (1601 - بعد 1639)، 

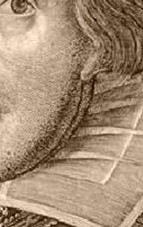
الخط المزدوج الناتج عن المسافة بين خط الظل فوق الفك وخط الفك نفسه يزعمه بعض منظري المؤامرة للإشارة إلى أن وجه شكسبير هو قناع.

## ملحوظات
1. ↑  Tarnya Cooper, Searching for Shakespeare, National Portrait Gallery; Yale Center for British Art, p. 48.